# تشبلوجة
تشبلوجة هي قرية في مقاطعة شاهين دج، إيران. يقدر عدد سكانها بـ 654 نسمة بحسب إحصاء 2016.